# Jim Stuckey
James Davis Stuckey (Cayce, 17 settembre 1957) è un ex giocatore di football americano statunitense che ha militato nel ruolo di defensive tackle nella National Football League (NFL).

## Carriera
Stuckey fu scelto come ventesimo assoluto nel Draft NFL 1980 dai San Francisco 49ers. Nella sua prima stagione ebbe un primato in carriera di 8,5 sack, venendo inserito nella formazione ideale dei rookie dalla Pro Football Writers of America. Con i 49ers vinse il Super Bowl XVI e il Super Bowl XIX. Uno dei momenti più celebri della sua carriera avvenne nella finale della NFC del 1981 contro i Dallas Cowboys in cui recuperò un fumble del quarterback Danny White a 40 secondi dal termine della gara. Questa giocata avvenne poco dopo The Catch, un touchdown su ricezione del suo compagno al college Dwight Clark.

## Palmarès

### Franchigia
- Super Bowl : 2

San Francisco 49ers: XVI, XIX
- National Football Conference Championship: 2

San Francisco 49ers: 1981, 1984

### Individuale
- PFWA All-Rookie Team - 1980